# Hoplostethus mento
Hoplostethus mento är en fiskart som först beskrevs av Garman, 1899.  Hoplostethus mento ingår i släktet Hoplostethus och familjen Trachichthyidae. Inga underarter finns listade i Catalogue of Life.